# Minilimosina archboldi
Minilimosina archboldi är en tvåvingeart som beskrevs av Marshall 1985. Minilimosina archboldi ingår i släktet Minilimosina och familjen hoppflugor.
Artens utbredningsområde är Florida. Inga underarter finns listade i Catalogue of Life.